# Notograptus guttatus
Notograptus guttatus es una especie de peces de la familia Plesiopidae en el orden de los Perciformes.

## Morfología
• Los machos pueden llegar alcanzar los 10,6 cm de longitud total.

## Distribución geográfica
Se encuentra en Papúa Nueva Guinea y Australia.